# Adolphe Minkoa She
Adolphe Minkoa She est un professeur d'université Camerounais et membre du conseil constitutionnel camerounais depuis janvier 2024.

## Biographie

### Enfance, éducation et débuts
Adolphe Minkoa She est né le 18 avril 1955. Il soutient une thèse de doctorat en Droit pénal et sciences criminelles en 1987 à l'Université Robert Schuman de Strasbourg sous le thème : Essai sur l'évolution de la politique criminelle au Cameroun depuis l'indépendance.

### Carrière
Adolphe Minkoa She est un professeur d'université Camerounais. Il est recteur de l'université de Yaoundé 2,.
Le 18 janvier 2024, il est nommé membre du conseil constitutionnel camerounais par décret de Paul Biya.

## Œuvres
- Le consommateur des technologies de l'information et de la communication en Afrique noire francophone[6]